# The Lotus Eater
The Lotus Eater er en amerikansk stumfilm fra 1921 af Marshall Neilan.

## Medvirkende
- John Barrymore som Jacques Leroi
- Colleen Moore som Mavis
- Anna Q. Nilsson som Madge Vance
- Ida Waterman som Mrs. Hastings Vance
- Frank Currier
- Wesley Barry som Jocko
- J. Barney Sherry som John Carson
- Dorothy Mackaill